# Lagune Ndougou
 (août 2010).
Si vous disposez d'ouvrages ou d'articles de référence ou si vous connaissez des sites web de qualité traitant du thème abordé ici, merci de compléter l'article en donnant les références utiles à sa vérifiabilité et en les liant à la section « Notes et références ».
La lagune Ndougou est une lagune située dans le sud-ouest du Gabon dans le département de Ndougou, province de l'Ogooué-Maritime. La ville de Gamba et le village de Setté Cama sont sur ses bords. Cette lagune compte environ 350 îles. Près de l'embouchure de la lagune, qui se jette dans l'océan Atlantique, il est possible de pêcher des barracudas, des carangues, des poissons rouges, des capitaines, des tarpons et plusieurs sortes d'autres poissons. Ses eaux sont poissonneuses et la pêche sportive y est possible.